# Priorado de Millbrook
O Priorado de Millbrook foi um priorado em Bedfordshire, na Inglaterra. Foi criado em 1097 e desactivado em 1143.
O pequeno Priorado de Beaulieu em Moddry possuía terras em Millbrook, onde originalmente uma pequena célula havia sido fundada por Nigel de Wast, como uma célula de St. Albans, mas quando Beaulieu foi fundada, como uma célula de St. Albans, as duas células, Beaulieu e Millbrook, ficaram amalgamadas.